# IJzer(II)carbonaat
IJzer(II)carbonaat of ferrocarbonaat is een chemische verbinding met de formule {\displaystyle {\ce {FeCO3}}}, die in de natuur voorkomt als het mineraal sideriet. Onder normale omstandigheden is het een groen-bruine ionogene vaste stof bestaande uit ijzer(II)- kationen, {\displaystyle {\ce {Fe^{2+}}}}, en carbonaat-anionen {\displaystyle {\ce {CO3^{2-}}}}.

## Synthese
IJzer(II)carbonaat kan gemaakt worden door oplossingen waarin de samenstellende ionen voorkomen bij elkaar te voegen. Bijvoorbeeld oplossingen van ijzer(II)chlorde en natriumcarbonaat:
{\displaystyle {\ce {FeCl2\ +\ Na2CO3\ ->\ FeCO3\downarrow \ +\ 2NaCl}}}
Een andere syntheseroute verloopt via oplossingen van een ijzer(II)-zout, zoals ijzer(II)perchloraat en natriumwaterstofcarbonaat waarbij koolstofdioxide vrijkomt:
{\displaystyle {\ce {Fe(ClO4)2\ +\ 2NaHCO3\ ->\ FeCO3\downarrow \ +\ 2NaClO4\ +\ CO2\ +\ H2O}}}
Sel en anderen hebben deze reactie gebruikt om uit IJzer(II)chloride in plaats van het perchhloraat amorf {\displaystyle {\ce {FeCO3}}} te maken.
Tijdens de bereiding moeten de oplossingen beschermd worden tegen de aanwezizgheid van zuurstof omdat het {\displaystyle {\ce {Fe^{2+}}}} heel makkelijk geoxideerd wordt tot {\displaystyle {\ce {Fe^{3+}}}}, vooral bij pH-waarden boven 6.0.
IJzer(II)carbonaat wordt spontaan gevormd op ijzer en staal als dit in contact komt mat oplossingen van koolzuurgas, waarbij een ijzercarbonaat-aanslag ontstaat:
{\displaystyle {\ce {Fe\ +\ CO2\ +\ H2O\ ->\ FeCO3\ +\ Fe\ +\ H2}}}

## Eigenschappen
De oplosbaarheid van {\displaystyle {\ce {FeCO3}}} is afhankelijk van de temperatuur en de concentratie (gemeten als ionsterkte) van andere ionen in de oplossing. Wei Sun en anderen hebben deze bepaald op:
The dependency of the solubility in water with temperature was determined by Wei Sun and others to be
{\displaystyle \log K_{\mathit {sp}}=-59{,}3498-0{,}041377T-2{,}1963/T+24{,}5724\log T+2{,}518{\sqrt {I}}-0{,}657I,}
waarin T de absolute temperatuur in kelvin is, en I is the ionsterkte van de oplossing.

## Toepassingen
IJzer(II)carbonaat is gebruikt als voedingssupplement in de behandeling van  anemie. Bij honden en katten is bekend dat de biologische beschikbaarheid van ijzer echter laag is.

## Giftigheid
IJzer(II)carbonaat is licht toxisch. De lethale dosis via orale opname bedraagt waarschijnlijk iets tussen de  0,5 and 5 g/kg  (tussen de 35 and 350 g voor iemand van 70 kg).